# Wolfgang Herkt

Wolfgang Herkt mit Uhu (Bubo bubo)

Wolfgang Herkt (* 1941) ist ein deutscher Tier- und Artenschützer. Er ist Gründer und Leiter einer staatlich anerkannten Artenschutz- und Betreuungsstation für Wildtiere, insbesondere Vögel,  in Osnabrück und setzt sich seit 1963 ehrenamtlich für den Schutz und die Rehabilitation von Tieren ein.

## Leben und Wirken
Wolfgang Herkt gründete 1963 in Osnabrück eine private Betreuungsstation zur Aufnahme und Pflege von verletzten, hilflosen oder kranken Wildvögeln. Diese Station erlangte 1978 durch den sogenannten „Eulenerlass“ des Niedersächsischen Ministeriums für Ernährung, Landwirtschaft und Forsten die staatliche Anerkennung. Aufgrund der stetig steigenden Zahl an pflegebedürftigen Tieren erwarb Herkt ab 1988 landwirtschaftliche Flächen von insgesamt über sieben Hektar. Auf diesem Gelände errichtete er eine neue, größere Betreuungsstation sowie professionelle Rehabilitations- und Auswilderungsvolieren, um die Tiere optimal auf ihre Rückkehr in die Natur vorzubereiten. Nach 62 Jahren stellte die Betreuungsstation ihren aktiven Betrieb ein.
Neben seiner praktischen Tierschutzarbeit war und ist Herkt in zahlreichen Gremien und Organisationen auf Landesebene aktiv.

## Ehrenamtliche Tätigkeiten und Projekte

#### Leitungsfunktionen und Gremienarbeit
- Vorstandsvorsitzender des Tierschutz Osnabrück und Umgebung e.V. von 1875[4]: Diese Position bekleidet er ununterbrochen seit 1977.
- Gründer und Kuratoriumsvorsitzender der Stiftung Tierschutz Osnabrück und Umgebung[5]: 2007 rief er die Stiftung ins Leben, um die Tierschutzarbeit langfristig finanziell abzusichern.
- Mitglied im Niedersächsischen Tierschutzbeirat.
  - 1991–1997 Berufung durch Minister Karl-Heinz Funke.
  - 1998–2003 durch Minister Uwe Bartels.
  - 2003–2009 durch Minister Hans-Heinrich Ehlen, unter anderem als Vertreter der Landesjägerschaft.
- Vorstandsvorsitzender des Vereins der Förderer des Instituts für Wildtierforschung an der Tierärztlichen Hochschule Hannover: Von 1999 bis 2001 stand er diesem Verein vor.

#### Artenschutzprojekte
- Aufbau einer Weißstorch-Kolonie: Ab 2001 initiierte Herkt den Aufbau einer großen Kolonie für Weißstörche (Ciconia ciconia). Dieses Projekt gilt als Paradebeispiel für eine gelungene Wiederansiedlung[6].
- Rehabilitation und Auswilderung von Uhus: Ein besonderer Schwerpunkt seiner Arbeit liegt auf der Pflege und Auswilderung von Uhus (Bubo bubo), deren erfolgreiche Freilassung  dokumentiert wird.
- Forschungsprojekt zum Schutz von Greifvögeln: Herkt war an einem vom Bundeslandwirtschaftsministerium geförderten Projekt beteiligt, das die Entwicklung von Schutzmaßnahmen für Greifvögel an Windenergieanlagen zum Ziel hatte.
- Niedersächsisches Seehundmonitoring: Herkt engagierte sich in der Zeit von 1988–2022 als ehrenamtlicher Pilot und Zähler für das Niedersächsische Seehundmonitoring[7].

## Auszeichnungen und Ehrungen
Für sein Lebenswerk und sein ehrenamtliches Engagement erhielt Wolfgang Herkt im Oktober 2011 das Verdienstkreuz am Bande des Verdienstordens der Bundesrepublik Deutschland. Die Auszeichnung wurde ihm vom damaligen niedersächsischen Landwirtschaftsminister Gert Lindemann überreicht. Lindemann würdigte Herkt für seine „fundierten langjährigen Kenntnisse“ und seinen Einsatz in der Sache.

## Medienpräsenz und Öffentlichkeitsarbeit
Die Arbeit von Wolfgang Herkt findet regelmäßig Beachtung in regionalen und überregionalen Medien. Neben einer Fernsehdokumentation des Norddeutschen Rundfunks von 2021 im Rahmen der Sendereihe „Typisch!“ mit dem Titel „Der fliegende Artenschützer“ wurde mehrfach in Tages- oder Wochenzeitungen über ihn berichtet. So beschrieb die Frankfurter Allgemeine Zeitung im Jahr 2011 seine Tätigkeit als Seehundzähler und präsentierte ihn 2014 in dem Porträt „Alle Vögel sind noch da.“. Die Neue Osnabrücker Zeitung begleitet sein Wirken seit vielen Jahren und berichtete unter anderem über die Auswilderung eines Uhus in Osnabrück" oder den Umgang mit verunfallten Wildtieren.